# Mount Atholl
Mount Atholl är ett berg i Antarktis. Det ligger i Östantarktis. Nya Zeeland gör anspråk på området. Toppen påMount  Atholl är 679 meter över havet.
Terrängen runt Mount Atholl är kuperad åt sydväst, men åt nordost är den bergig. Trakten är obefolkad. Det finns inga samhällen i närheten. 